# Naomi (James Bond)
Naomi é uma personagem do filme 007 O Espião Que Me Amava, décimo livro sobre James Bond escrito por Ian Fleming, que, entretanto, a pedido do autor, tem apenas o título dele no cinema, sem nenhum dos personagens e elementos constantes na novela original. Nas telas, ela foi interpretada pela atriz britânica Caroline Munro.

## Características
Mulher de figura curvilínea, morena de olhos verdes, a piloto de helicóptero Naomi é uma atraente e letal assistente do vilão Karl Stromberg. Em contato com James Bond, ela flerta com ele a caminho da Atlantis, a base submarina de Stromberg, e tem prazer no jogo sádico de gato e rato quando tenta matar Bond e Anya Amasova de seu helicóptero.

## No filme
Ela aparece primeiramente no filme, escoltando dois temerosos cientistas para um encontro com Stromberg, em sua base submarina Atlantis. Depois, passa-se um bom tempo sem vê-la na tela, até que ela reaparece quando vai transportar Bond e a major Amasova de lancha até os domínios do vilão. Bond, disfarçado de biólogo marinho acompanhado da mulher, flerta com Naomi, o que deixa Amasova aborrecida.
Sua melhor cena é a perseguição de helicóptero que move aos dois - depois de terem suas identidades descobertas - pelas estradas da costa da Sardenha. Com ordens de Stromberg para matá-los, depois que um moticiclista falha na missão, Naomi lança diversas rajadas de metralhadora no Lotus Esprit de Bond sem contudo conseguir acertá-lo, mas mesmo assim, da cabine do helicóptero, o cumprimenta com um sorriso irônico, para surpresa dele. A perseguição continua até que Bond chega a um pier e mergulha com o carro na água. Naomi, no helicóptero, dá voltas sobre  lugar onde o carro afundou, esperando para ver algum sobrevivente. Entretanto, para seu desconhecimento, o Lotus, uma das novas máquinas mortais preparadas por "Q", é insubmersível, transformando-se em submarino no mar e tem foguetes terra-ar acoplados nele. De dentro d'água, guiado por radar, Bond dispara um míssil e explode o helicóptero com Naomi dentro.